# Стриенская, София

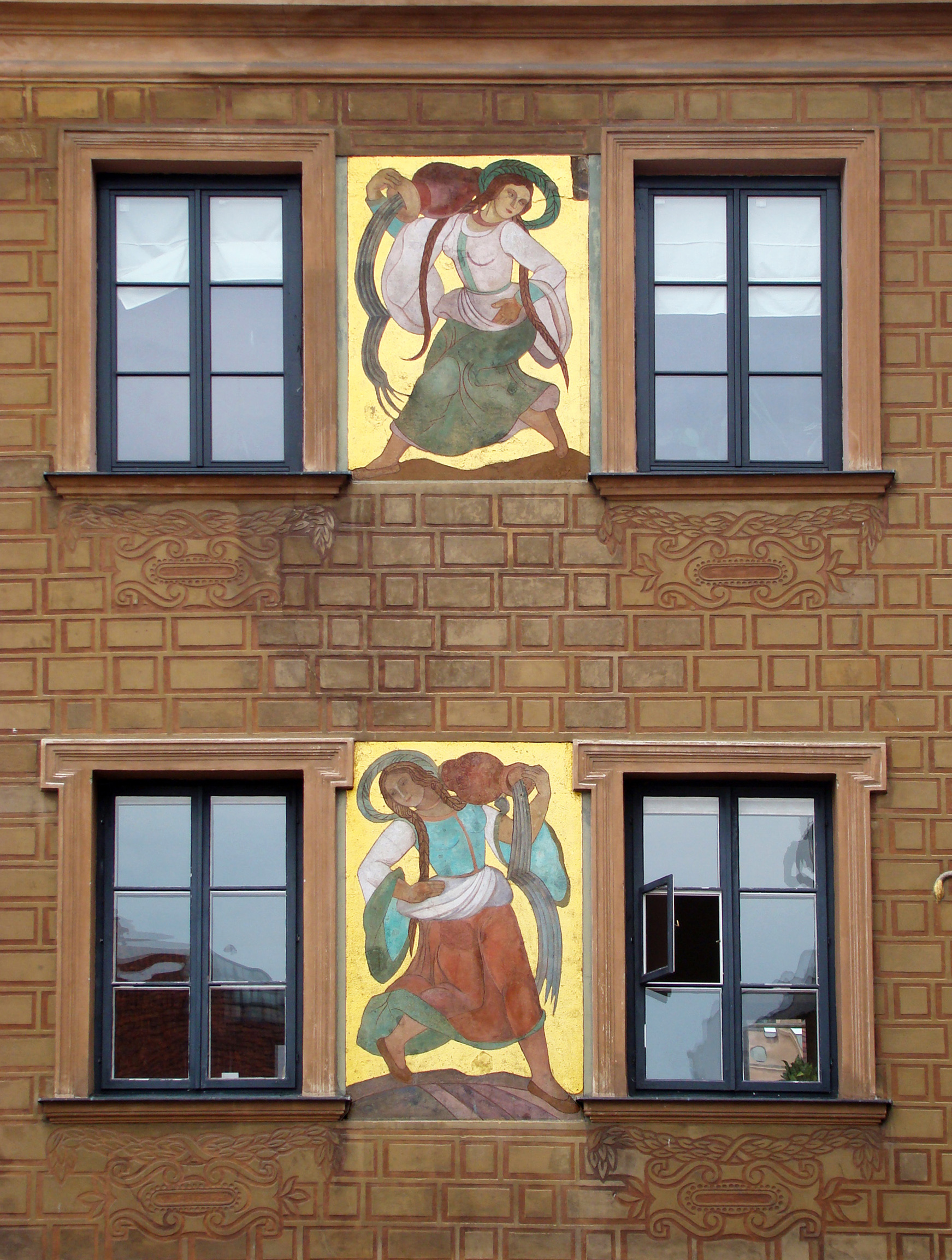
Полихромии работы Софии Стриенской, работы 1928 года на фасаде жилого дома на Староместской площади в Варшаве.

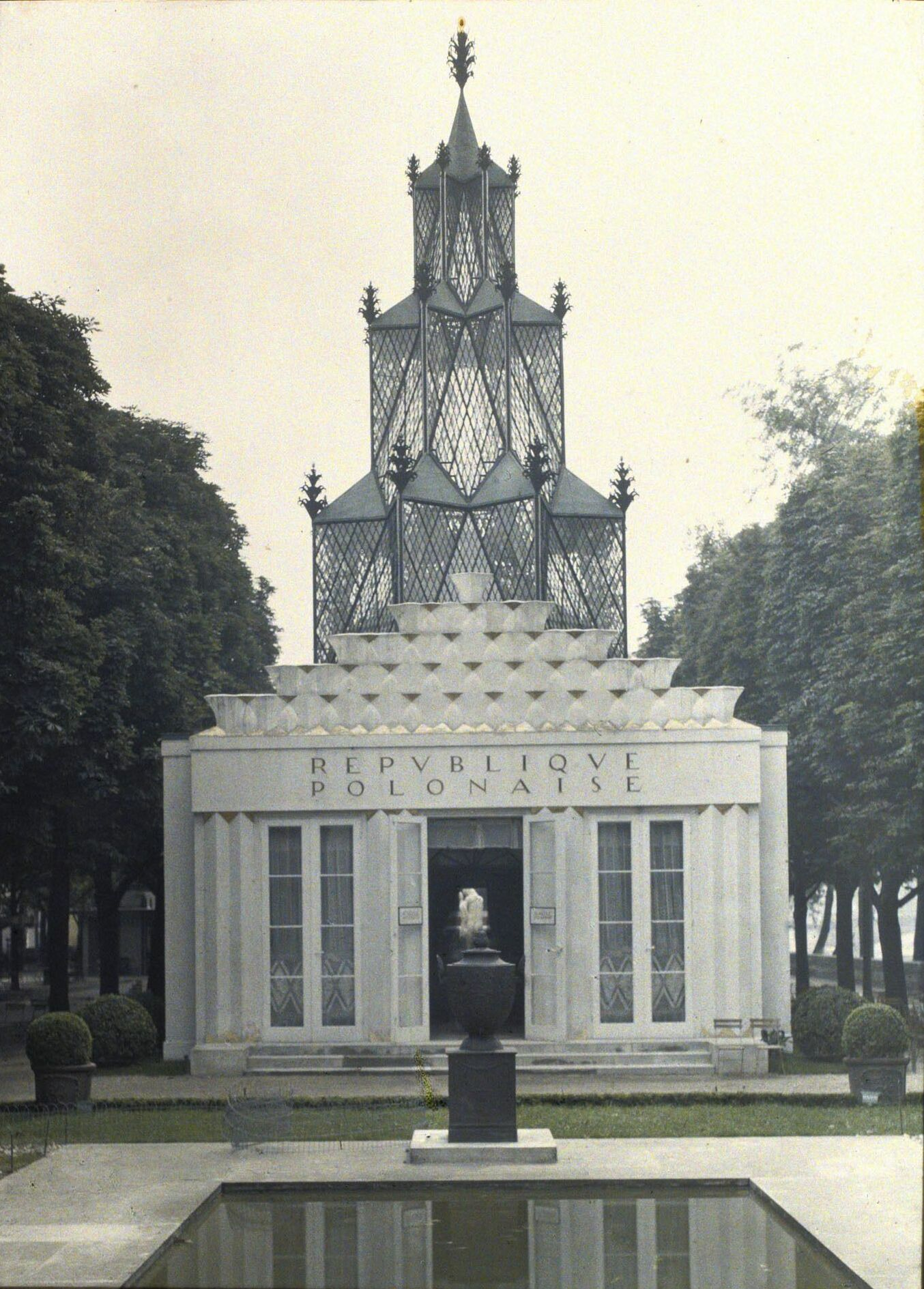
Павильон Республики Польша в Париже в 1925 году украшали картины Софии Стриенской

София Стриенская (пол. Zofia Stryjeńska, в девичестве Любанская; 13 мая 1891, Краков, Польша — 28 февраля 1976, Женева, Швейцария) — польский живописец, график, иллюстратор, сценограф, представитель стиля ар-деко. Жена Кароля Стриенского.
Наряду с Тамарой Лемпицкой, являлась самой известной польской художницей межвоенного периода.

## Биография
София начала рисовать в детстве. В юности сотрудничала с иллюстрированными журналами пол. «Rola» и пол. «Głos Ludu». В 1909 году начала учёбу в Школе изящных искусств для женщин Марии Недзельской в Кракове. В 1911 году окончила курс живописи и прикладного искусства с отличием. В 1910 году, вместе с отцом отправилась в путешествие через Австро-Венгрию в Италию, во время которого посетила галереи и музеи Вены и Венеции.
1 октября 1911 года, под видом мужчины, под именем Тадеуш Гжимала Любаньский, начала заниматься живописью в Мюнхенской академии художеств (в то время в Академию женщин не принимали). Через год обман раскрылся, Стриенская покинула Мюнхен и вернулась в Краков, где интенсивно занялась живописью и литературной работой.
В мае 1913 года, искусствовед Ежи Варчаловский подробно описал успехи Софии Любанской в газете «Час», таким образом поспособствовав успешному началу карьеры Любанской. Таким образом, она влилась в творческую интеллигенцию Кракова, познакомилась с Тадеушом Бой-Желенским, Яхимецким, Коссаком, Марией Павликовской-Ясножевской.
4 ноября 1916 года вышла замуж за знаменитого польского архитектора Кароля Стриенского. В браке родились трое детей: дочь Магда и близнецы Яцек и Ян.
Стриенский познакомил жену со своими друзьями, художниками и представителями литературного мира, среди прочих, с Владиславом Скочилясом, Генриком Куной, Стефаном Жеромским, Владиславом Реймонтом, Станиславом Виткевичем, поэтами литературной группы «Скамандр».
В 1921—1927 годах вместе с мужем проживала в городе Закопане. Со временем, отношения двух сильных личностей ухудшались. Стриенская не могла смириться с тем, что муж видел в ней в основном художницу, а не женщину. В припадке гнева она уничтожила свои картины на глазах мужа. В результате интриг мужа, Стриенская была помещена в психиатрическую больницу, но через два дня благодаря стараниям родителям её выпустили. Многочисленные конфликты привели к разводу в 1927 году.
После развода Стриенская переехала в Варшаву, где в 1929 году вышла замуж за актёра Артура Соха. И этот брак оказался несчастливым: в связи с экономическим кризисом художница много работала, чтоб обеспечить себя, детей и безработного мужа. Через несколько лет она развелась с мужем из за его измены. В конце 30-х годов непродолжительный период была замужем за архитектором Ахилесом Брезе, а затем вышла замуж за известного путешественника и писателя Аркадия Фидлера.
Середина 1930-х годов была для художницы непростым периодом, в то время она практически не получала заказы. Стриенская не умела и не хотела добиваться признания. Она не признавала Санaцию, и не присоединилась ни к одному из недавно сформированных художественных или политических течений. В 1930 г. награждена Офицерским крестом Ордена Возрождения Польши. По ходатайству Польской академии литературы, 7 ноября 1936 г. Стриенская была награждена золотым академическим лавром.
Из-за нехватки денег София вынуждена была продать несколько своих картин ростовщикам. И только в 1938 году Стриенская получила несколько заказов от польского МИДа, в том числе на килим для императора Японии Хирохито. Принимала участие в оформлении интерьеров польских пассажирских судов «Баторий» и «Пилсудский». Также оформила зал кондитерской E. Wedel в Варшаве. Её картины на славянские и исторические тематики вновь начинают пользоваться спросом.
Немецкую оккупацию пережила в Кракове. Во время авианалётов была уничтожена часть её работ. После освобождения Польши Стриенская эмигрировала в Швейцарию, где уже находилась её дочь, а позже к ней присоединились оба сына. Пыталась переехать в США, обращалась за помощью в Фонд Костюшко, но получила отказ. Последние годы жизни жила небогато, отказываясь от помощи даже своих сыновей. Скончалась в Женеве от сердечного приступа. Похоронена на кладбище в Шен-Буре.

## Творчество
Известная как «принцесса польского искусства», принадлежала к художественной группе Ритм (пол. Rytm). Круг интересов Стриевской был весьма обширным. Занималась темперной живописью, также интересовалась литографией, рисунком, плакатами, разрабатывала игрушки, декоративные ткани, была автором книжных иллюстраций. София Стриенская разработала характерный стиль, соответствующий господствовавшему в то время в Европе ар-деко. Среди её самых известных работ: «Славянские идолы и пасха», иллюстрации к « Монахомахии» Красицкого, «Времена года», «Рождественские гимны», «Четыре таинства» и «Польские танцы».

### Ранний период творчества
В 1918 году София Стриенская работала на должности дизайнера игрушек и графического дизайнера. В 1917-18 годах она создала серию из пяти картин «Пасха» темперой, в которых соединила религиозные иконографические мотивы с элементами фольклора. В 1918 и 1922 годах появились две литографические работы под названием «Славянский идол», в которых художница обращалась к славянской мифологии. К наиболее значительным работам раннего периода творчества Софии Стриенской относятся: фрески в Техническом и промышленном музее в Кракове (1917 г.), полихромные залы в Сенаторской башне на Вавеле (1917 г.) и внутреннее убранство винодельни в Варшаве. Среди монументальных композиций выделяются картины из серий «Охота на богов» (1921), «Утро», «Вечер» и «Концерт Бериота» (1923).
В целом, 1920-е годы были очень плодотворным периодом в творчестве Софии Стриенской. Она отточила технику рисования гуашью и акварелью.

### 1920—1930 года

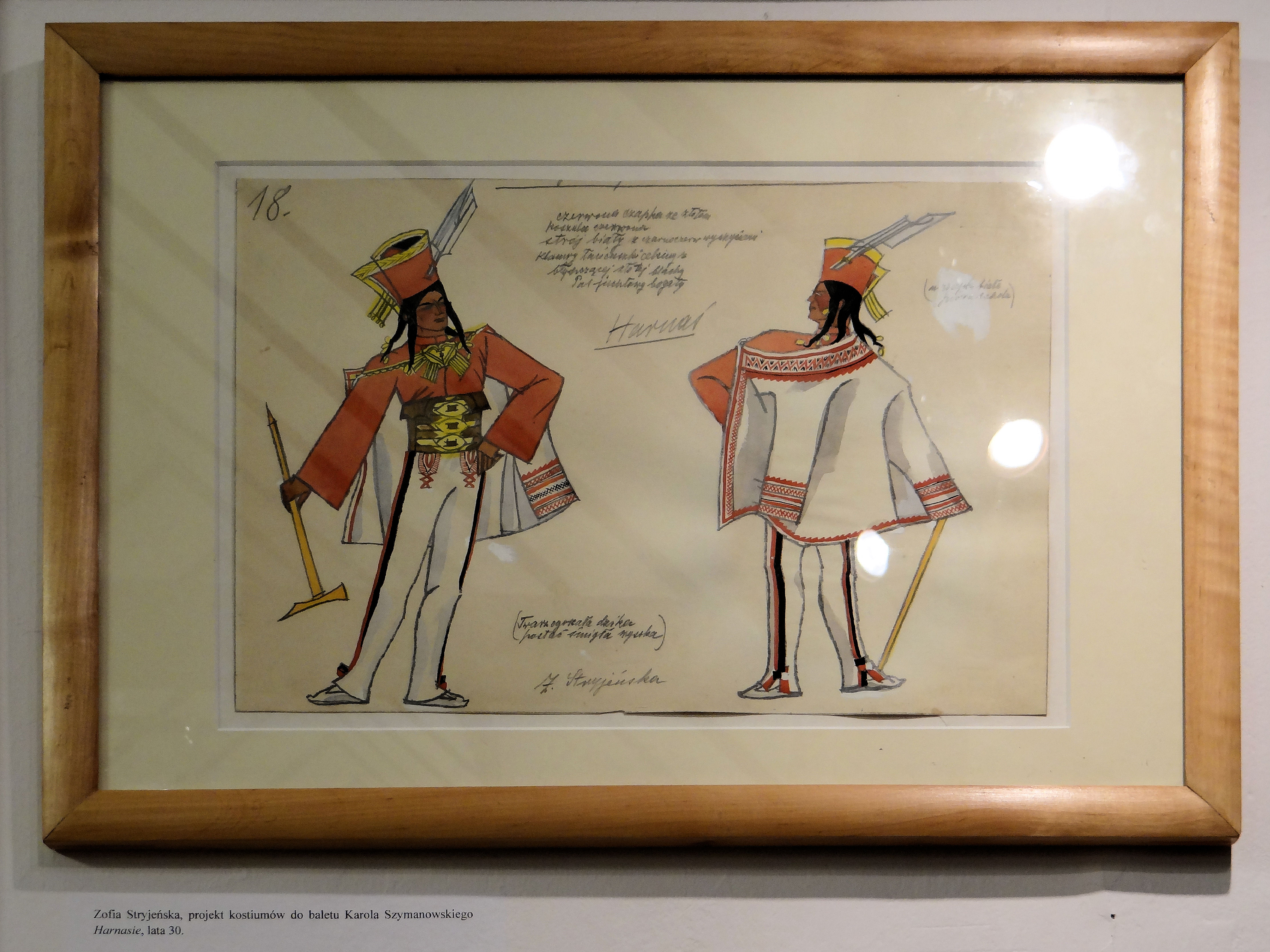
София Стриенская. Эскиз костюмов для балета Кароля Шимановского.

Серия работ «Семь таинств», написанная в 1922 году, относится к лучшему периоду её творчества.
София Стриенская выполнила часть декорации польского павильона на Всемирной выставке в Париже в 1925 году, которая состояла из серии картин «Двенадцать месяцев» (6 картин, 2 месяца на холсте), на которых была изображена сельская жизнь в разные месяцы года. Эта работа принесла художницы европейскую известность и 5 наград Всемирной выставки . В 1927 году написана серия картин с изображением польских народных танцев.

### После 1930 года
В 1931 году получает серебряную медалью на выставке религиозного искусства в Падуе.
В 1942 году представила концепцию славянского храма — Витезьена, который должен был стать местом «симпозиумов и съездов цезарей славян», а также местом возрождения славянской духовной жизни. Витезьен имел необычную форму. В архитектуре использовались деревянные конструкции применяемые в народном строительстве. Дизайн интерьера напоминал и театр, и церковь, в которой алтарь заменён стилизованной народной статуей славянского божества.
Благодаря многочисленным работам изображающих древнеславянских божеств, Стриевская считается приверженцем славянской неоязыческой религии в Польше, однако, сама художница исповедовала христианство. Стриенская была католичкой по воспитанию и по убеждению, но сменила на короткое время конфессию на евангелическую, ради второго брака и её увлечение верованиями древних славян следует рассматривать только как искусство.

## Литературное творчество
Стремясь дать детям хорошее воспитание, Стриенская написала руководство по этикету под псевдонимом «Профессор Хилар». Её мемуары «Хлеб почти каждый день» были опубликованы в 1995 году. Произведения Стриенской отличаются вольным изложением и богатым словарным запасом.

## Память
В 2008 году Национальным музеем в Кракове была организована большая ретроспективная выставка работ Софии Стриенской, первая монографическая презентация работ художницы после 1945 года.
В 2009 году была проведена выставка, организованная Национальным музеем в Познани и Национальным музеем в Варшаве.
В 2015 году была издана биография художницы под авторством Анжелики Кузняк.
В 2018 году был выпущен альбом с работами Стриенской под авторством Святослава Ленартовича и Леха Маевского.
15 февраля 2011 г. Национальный банк Польши ввёл в обращение монеты из серии «Польские художники XIX—XX веков», посвящённые Софии Стриенской номиналом в 20 злотых и 2 злотых .
Именем Софьи Стриенской названы улицы в Тарнуве и Ченстохове.